# Нацистська символіка
Наци́стська симво́ліка — символіка, яка використовувалася Націонал-соціалістичною німецькою робочою партією, а також символіка, яку використовують неонацисти .

## Нацистська символіка
Основним символом став Hakenkreuz (літер. «гако-хрест») — свастика, що також зображувалася на прапорах, включаючи державний прапор нацистської Німеччини .
Серед інших символів, що використовувалися нацистами, були:
- Орел зі свастикою — офіційний герб нацистської Німеччини.
- «Блискавки» СС (, дві руни Совіло)[2][3].
- Різні руни та руноподібні символи[4][5], наприклад Одал, Вольфсангель.
- Чорна уніформа та відзнаки СС.
  - Емблема 14-тої гренадерської дивізії Ваффен-СС «Галичина» загально класифікується як нацистський символ, зокрема неурядовими правозахисними організаціями,[6][7] однак через відсутність інших загальних нацистських символів на ній Верховним судом України таким не вважається,[8] також поширене помилкове використання емблеми через плутання її з іншими символами що містять руського лева.[6][7]
- Коричневі сорочки штурмових загонів.
- «Мертва голова» — відзнака однойменного підрозділу СС з охорони концтаборів, емблема сформованої з цього підрозділу однойменної танкової дивізії[9], а також персональний нагородний знак у вигляді кільця.
- Особистий штандарт Адольфа Гітлера.

### Свастика

Прапор зі свастикою.

Головним символом нацистів був прапор із свастикою . Він мав чорно-біло-червону колірну гаму, засновану на кольорах прапора Німецької імперії. У книзі «Моя боротьба» Адольф Гітлер так пояснив символіку прапора зі свастикою: «Червоний колір уособлює соціальні ідеї, закладені в нашому русі. Білий колір — ідею націоналізму. Мотико подібний хрест — місію боротьби за перемогу арійців і водночас за перемогу творчої праці, яка споконвіку була антисемітською та антисемітською і залишиться».
У цілому, незважаючи на те, що свастика була популярним символом у мистецтві, нині через асоціацію з нацизмом використання свастики найчастіше вважається синонімом наслідування нацистів. Деякі інші символи, наприклад, руни після Другої світової війни також несуть негативний характер.

З 1933 року дві руни Зиг були відзнакою ордена СС.

Нацисти, пов'язуючи себе з німецькими традиціями, використовували руни . Вони використовували як історичний рунічний алфавіту, так і осучаснену версію — Арманен, яка була опублікована в 1908 році Гвідо фон Лістом . В основному використовувалися руни Совіло, Ейваз, Тіваз, Одал та Альгіз.
Руна «S» («Совило») у нацистів називається «Зіг», ймовірно, через вплив фон Ліста, який зв'язав її з англосаксонською руною Сігел. Вольфсангель не є історичною руною, має форму руни «Гібор» фон Ліста, яка пов'язана з англосаксонською Гебо.

## Неонацистська символіка
Символи і руни, які використовувалися нацистами, стали також використовуватися неонацистськими групами. Також неонацисти використовують різні цифрові символи, наприклад:
- 18 — числовий акронім імені Adolf Hitler. Цифри означають позицію літер в латинському алфавіті: A = 1, H = 8[14].
- 88 — числовий акронім кличу Heil Hitler!. «8» — позиція літери «H» в латинському алфавіті[15].
- 14 або «чотирнадцять слів» придумані націоналістом Девідом Лейном, наприкінці XX століття як гасло «переваги білої раси»[16].

14 і 88 доволі часто комбінують разом (наприклад: 14/88, 8814, 1488).

## Юридичні заборони

### В Німеччині
У Німеччині символіка НСДАП, а також інших заборонених та антиконституційних організацій заборонена до поширення кримінальним кодексом. До забороненої символіки належать прапори, значки, окремі предмети уніформи, форми вітання тощо.